# Часовникова кула (Арта)
Часовниковата кула на Арта (на гръцки: Πύργος του Ρολογιού) е историческа постройка от османския период в Арта, един от символите на града. Това е най-старият часовник в Епир и един от най-старите в Гърция.

## История
Часовникът е от първата половина на XVII век. Първоначално е имал арабски цифри и е бил емайлиран. Първият исторически източник за съществуването на часовника е „Книгата на пътуванията“ на Евлия Челеби, която ни казва, че часовникът е правил едно пълно завъртане на всеки 24 часа и е имал голяма камбана, чийто звук можел да бъде чут на разстояние един час път от Арта, като в същото време авторът подчертава, че няма друго място с часовник с подобно техническо съвършенство.
През 1908 година старият часовников механизъм е заменен с нов с махало, който да показва европейското време. През 1994 година и този механизъм е заменен с най-нов електронен механизъм. 
- Часовниковата кула на Арта